# 鎌田尚美
鎌田 尚美（かまた なおみ、1968年 - ）は、日本の詩人。

## 経歴
神奈川県出身で、宇都宮短期大学附属高校を卒業後、東洋大学に進んだが中途退学した。
詩人の野村喜和夫に師事する。2015年頃より詩作を始める。雑誌『現代詩手帖』『ユリイカ』や日本現代詩人会ウェブサイトの新人投稿欄等で作品を発表する。2022年に第一詩集を刊行した。2023年時点では放送大学に在籍している。

## 詩集
- 『持ち重り』思潮社、2022年

## 受賞等

### 受賞
- 2019年 第3回現代詩投稿欄新人(日本現代詩人会) [1]
- 2022年 ユリイカの新人[1]
- 2023年 第56回小熊秀雄賞『持ち重り』[1][3]

### ノミネート
- 2023年 第28回中原中也賞『持ち重り』[1]
- 2023年 第33回日本詩人クラブ新人賞『持ち重り』[1]
- 2023年 第73回H氏賞『持ち重り』[1]